# Фіскальна скеля

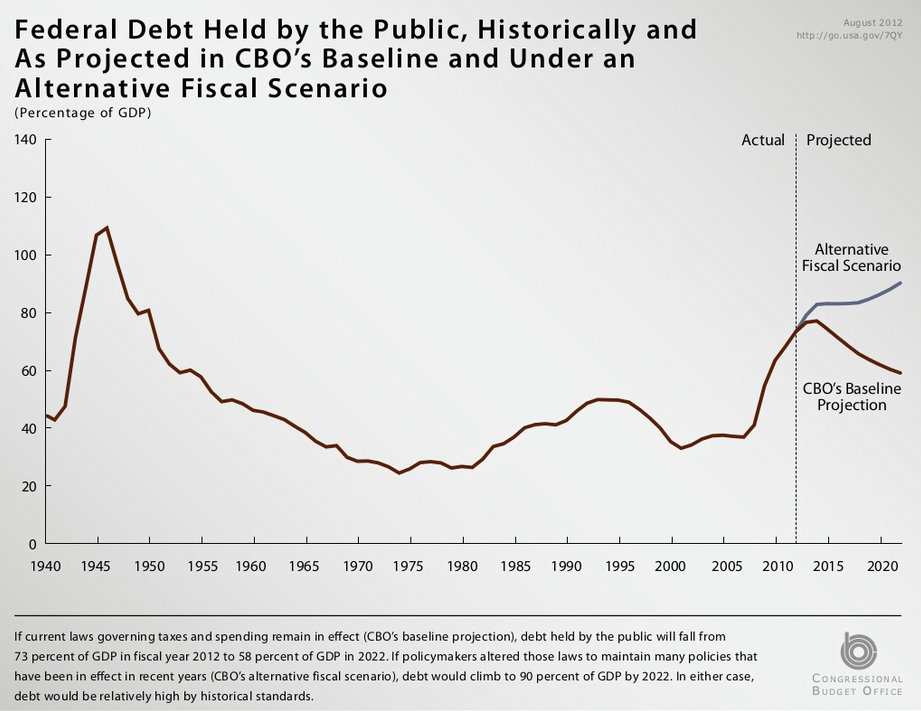
Прогнози по федеральному боргу

Фіска́льна ске́ля, бюджетний обвал, фіскальна прірва, фіскальне провалля, фіскальне урвище (англ. fiscal cliff) — це вираз, що означає прогнозуємий ефект на економіку Сполучених Штатів Америки від автоматичного набрання чинності деяких законів в з 1 березня 2013 року. Ці закони були спрямовані на зменьшення дефіциту бюджета і скорочення державного боргу. Вони передбачали збільшення податкового навантаження та одночасне зменшення державних витрат (секвестр бюджету). Таким чином, дефіцит державного бюджету США мав був вже в 2013 року зменшитися вдвічі (у відсотковому вираженні) або на 487 млрд долларів. 
Управління Конгресу США з питань бюджету попередив про короткострокові негативні наслідки на економіку: помірну рецессію та збільшення безробіття в 2013 році.
Щоб уникнути негативних наслідків, 1-го січня 2013 року, о другій ранку Сенат США прийняв Закон про підтримку платників податків (American Taxpayer Relief Act), чим зменшив підвищення податків. Другого січня цей закон вже підписав Президент США Барак Обама.
В наслідок цього дефіцит бюджета зменьшився лише на 157 млрд в порівнянні з 2012 роком. Обмеження максимального державного боргу не було зміненно.
Подалі в 2013 році сталася бюджетна криза. 